# Синебородая танагра
Синебородая танагра (лат. Tangara johannae) — вид птиц из семейства танагровых. Распространён в Колумбии южнее до западного Эквадора.

## Распространение и места обитания
Птицы встречаются в субтропических и тропических низменных влажных лесах, на высоте до 1000 метров над уровнем моря, но обычно до 800 м над у. м.. Ареал данного вида от севера департамента Антьокии и центрального Чоко (Колумбия), где встречается на западных склонах западных Анд, южнее через северо-запад Эквадор до провинций Пичинча и Лос-Риос, включительно. Это довольно редкий южноамериканский вид, редчайший из тихоокеанских низменных представителей рода, хотя в некоторых районах департамента Нариньо, в Колумбии, птицы довольно часто встречаются.